# Oligodon templetoni
Oligodon templetoni este o specie de șerpi din genul Oligodon, familia Colubridae, descrisă de Linnaeus 1758. Conform Catalogue of Life specia Oligodon templetoni nu are subspecii cunoscute.